# Anthurium conterminum
Anthurium conterminum är en kallaväxtart som beskrevs av Luis Aloysius, Luigi Sodiro. Anthurium conterminum ingår i släktet Anthurium och familjen kallaväxter. Inga underarter finns listade.